# WESTV!
『WESTV!』（ウェスティービー）は、日本のジャニーズWESTの5作目のスタジオ・アルバム。2018年12月5日にジャニーズ・エンタテイメントから発売。

## 概要
- 前作『WESTival』から約11か月ぶりとなるオリジナルアルバムとなる。
- 初回盤、通常盤の2種類で発売され、それぞれ収録内容・ジャケット写真ともに異なる。
- 初回盤には、アウトドア企画+学園ミニコント5本を収録した「WESTV!特別企画 『ジャニーズWESTの「山だ!川だ!アウトドアだ!コントも本気でやっちゃいました!』」のDVDを付属。
- 通常盤には、メンバーそれぞれのユニット曲を収録したボーナストラック3曲を収録。

## 先着購入特典

### 初回盤
1. ミニポスター(B3サイズ)

### 通常盤
1. ステッカー

## 封入特典

### 初回盤・通常盤
1. 20Pブックレット

## 収録曲

### CD
※「ONI-CHAN」以降、通常盤のみ収録。
1. We are WEST!!!!!!!
作詞・作曲：神山智洋、編曲：ha-j
2. パーリパーリパリ -カタカナを叫べ-
作詞：SHIROSE from WHITE JAM / GASHIMA from WHITE JAM、作曲：久保田真悟 (Jazzin' park) / 栗原暁 (Jazzin' park) / SHIROSE from WHITE JAM / GASHIMA from WHITE JAM、編曲：久保田真悟 (Jazzin' park) / 栗原暁 (Jazzin' park)
3. プリンシパルの君へ
作詞・作曲：HoneyWorks、編曲：CHOKKAKU
  - 9thシングルの1曲目
  - 小瀧望主演 映画「プリンシパル 〜恋する私はヒロインですか?〜」主題歌
4. WESTV! ショッピング! Part 1
作詞・作曲・編曲：岩崎貴文
5. 考えるな、燃えろ!!
作詞・作曲：PA-NON / 松本タカヒロ / ha-j、編曲：ha-j
  - 8thシングルの2曲目
  - ジャニーズWEST主演 Netflixオリジナルドラマ「炎の転校生 REBORN」主題歌
6. 愛の奴隷
作詞・作曲・編曲：MUTEKI DEAD SNAKE
7. ドラゴンドッグ
作詞：Shusui、作曲：Shusui / Josef Melin、編曲：Josef Melin
  - 9thシングルの2曲目
  - 藤井流星・濵田崇裕主演 日本テレビドラマ「卒業バカメンタリー」主題歌
8. WESTV! ショッピング! Part 2
作詞・作曲・編曲：岩崎貴文
9. Drift!!
作詞：YU-G、作曲・編曲：h-wonder
10. YSSB
作詞：Komei Kobayashi、作曲：Kento Takeda / Christofer Erixon、編曲：Kento Takeda
タイトルは「You're So Sexy Baby」の略。
11. WESTV! ショッピング! Part 3
作詞・作曲・編曲：岩崎貴文
12. 僕ら今日も生きている
作詞：MORISHIN、作曲：川口進 / MORISHIN、編曲：水島康貴
  - 8thシングルの1曲目
  - フジテレビアニメ「モンスターハンター ストーリーズ RIDE ON」主題歌
13. 赤いマフラー
作詞：草川瞬、作曲：Takuya Harada / Joakim Björnberg、編曲：Takuya Harada
14. スタートダッシュ!
作詞：藤林聖子、作曲：岩崎貴文、編曲：家原正樹
  - 10thシングル
  - テレビ東京系アニメ「キャプテン翼」オープニングテーマ
15. ONI-CHAN - 中間淳太・藤井流星
作詞：中間淳太 / 藤井流星、作曲：Fredrik "Figge" Bostrom / Pontus Soderqvist / Takuya Harada、編曲：Pontus Soderqvist
16. 月詠人 - 桐山照史・小瀧望
作詞：Satomi、作曲：萩原和樹、編曲：増田武史
17. 間違っちゃいない - 重岡大毅・濵田崇裕・神山智洋
作詞・作曲：重岡大毅、編曲：ha-j
後に14thシングル「証拠」初回盤Bカップリングに「間違っちゃいない。」として7人歌唱バージョンが収録された。

### DVD
※初回盤のみ
1. WESTV!特別企画『ジャニーズWESTの「山だ!川だ!アウトドアだ!コントも本気でやっちゃいました!」』